# Departamento de Transporte de Connecticut
El Departamento de Transporte de Connecticut (en inglés: Connecticut Department of Transportation, connDOT) es la agencia estatal gubernamental encargada en la construcción y mantenimiento de las carreteras estatales y federales del estado de Connecticut. La sede de la agencia se encuentra ubicada en Newington, Connecticut y su actual director es James Redeker.